# 4269 Bogado
4269 Bogado је астероид главног астероидног појаса чија средња удаљеност од Сунца износи 2,231 астрономских јединица (АЈ).
Апсолутна магнитуда астероида је 13,8.